# Präfekturuniversität Ishikawa

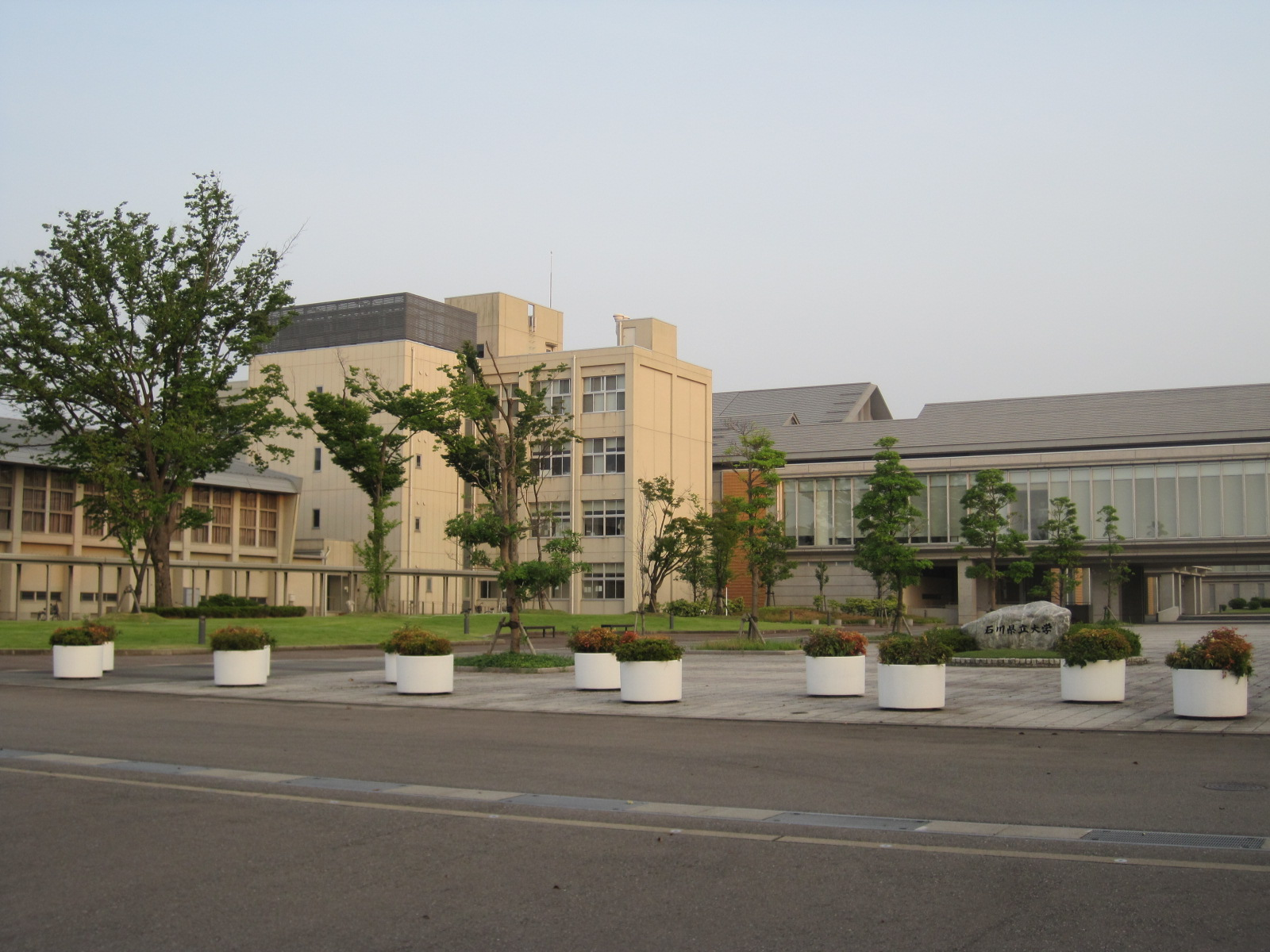
Haupteingang (2010)

Die Präfekturuniversität Ishikawa (japanisch 石川県立大学 Ishikawa-kenritsu daigaku; engl. Ishikawa Prefectural University) ist eine öffentliche Universität in Nonoichi in der Präfektur Ishikawa (Japan).
Die Universität wurde 1971 als Präfekturale Landwirtschaftliche Kurzuniversität Ishikawa (石川県農業短期大学, Ishikawa-ken nōgyō tanki daigaku) gegründet. 2005 wurde sie in Präfekturuniversität Ishikawa reorganisiert. 2009 richtete sie die Graduiertenschule (Masterstudiengänge und Doktorkurse) ein.

## Fakultäten
- Fakultät für Bioressourcen und Umweltwissenschaften (生物資源環境学部)
  - Abteilung für Bioproduktion (Pflanzen- und Tierproduktion)
  - Abteilung für Umweltwissenschaften
  - Abteilung für Lebensmittelwissenschaften